# Carpineto della Nora
Carpineto della Nora és un municipi italià de la província de Pescara, regió dels Abruços, amb 710 habitants.
Es troba dins del Parc Nacional del Gran Sasso e Monti della Laga.
Carpineto della Nora limita amb els municipis de: Brittoli, Civitella Casanova, Ofena, Vicoli, Villa Celiera i Villa Santa Lucia degli Abruzzi.